# Bartholomew Ogbeche
Bartholomew Ogbeche, né le 1er octobre 1984 à Ogoja (Nigeria), est un footballeur international nigérian.

## Biographie

### Paris SG (2001-2005)
En septembre 2001, le Paris Saint-Germain connaît des lacunes offensives. Luis Fernandez puise alors dans l'équipe réserve parisienne un joueur capable de redynamiser son secteur offensif. Bartholomew Ogbeche intègre le groupe professionnel pour la réception du Montpellier HSC, quelques jours plus tard.
Ses performances attirent l’attention du sélectionneur nigérian, qui le convoque en équipe nationale. Il connait sa première cape le 26 mars 2002 contre le Paraguay.
Prêté à Bastia en 2004, il marque deux buts en quinze matchs.

### Émirats puis Espagne (2005-2010)
Ogbeche part en 2005 aux Émirats arabes unis, pour l'Al-Jazira Club, une saison.  À l’issue de son exil dans le Golfe Persique, il fait un essai au FC Lorient de Christian Gourcuff, mais sans réussite.
Ogbeche signe finalement au mois de septembre 2006 au Deportivo Alavés, formation de deuxième division espagnole. Au bord de la relégation, avec un effectif pléthorique, Alavès vit une saison qui s’apparente à un chemin de croix. Ogbeche a du mal à surnager, malgré son statut de joueur majeur. Il marque sept buts toutes compétitions confondues. En août 2007, le président cède le club, qui est placé sous redressement judiciaire. La procédure de sauvegarde conduit les nouveaux dirigeants à imposer des baisses de salaire de 40 % à 50 % à onze joueurs de l’effectif, dont Ogbeche. Ces derniers ont le choix d’accepter ou de partir moyennant le versement d’une indemnité. Le Nigérian choisit la résiliation de contrat.
Il part alors un peu plus à l’est, en Castille-et-León, pour rejoindre la formation de première division du Real Valladolid. Le directeur sportif du club, Jose Luis Perez Caminero, justifie ce choix par la volonté de recruter « un attaquant rapide, puissant, qui peut déséquilibrer une défense ». De son côté, Ogbeche sait qu’il rejoint un club dont le maintien est l’objectif majeur, et prend cette chance comme une véritable opportunité de s’affirmer au plus haut niveau. Sa première saison ne correspond cependant pas à ses attentes. L’équipe se maintient mais l’entraîneur José Luis Mendilibar ne le titularise que pour les matches de Coupe d'Espagne. Le reste du temps, il a le rôle de remplaçant, voire sa place en tribune. Sa saison de Liga 2007-2008 se résume à deux buts marqués pour 500 minutes de jeu seulement. Pour son second exercice, il est confiné à son rôle de remplaçant.
En 2009, il signe en seconde division au Cádiz CF, pour ce qui reste son exercice le plus abouti avec 28 apparitions et neuf buts. Dans tous ces clubs espagnols, il joue régulièrement, sans marquer plus de dix buts.

### Un club par saison (depuis 2010)
En 2010, il change de pays en rejoignant le club grec de l'AO Kavala. Ogbeche signe un contrat d’un an. Une vingtaine de matches et deux buts plus tard, le voilà à la recherche d’un nouveau club.
En octobre 2011, il découvre le championnat anglais et s'engage pour une saison à Middlesbrough, après y avoir passé un essai.
En janvier 2013, Ogbeche signe jusqu'à la fin de la saison avec le Xerez CD.
En janvier 2014, Ogbeche fait son arrivée à Leeuwarden, dans le Nord des Pays-Bas. L’entraîneur du SC Cambuur, Dwight Lodeweges, qui rencontre le Nigérian à Abou Dabi, décide de tenter un pari en le recrutant. Malgré deux buts en six mois et le remplacement de Lodweges par Henk de Jong sur le banc des "Jaunes et Bleus", Ogbeche est conservé à la fin de la saison. Il participe au bon début de saison de son équipe avec huit réalisations après treize journées ainsi qu’un but décisif en prolongation lors du 3e tour de la Coupe nationale.
Le 27 janvier 2016, il rejoint Willem II. Il reste dans le club néerlandais jusqu'en 2018 avant de rejoindre NorthEast United dans le championnat indien. Il marque pour ses nouvelles couleurs (dont il est capitaine) dès son premier match.
Lors du mercato de 2019, il rejoint un autre club évoluant en Indian Super League, les Kerala Blasters

## Statistiques
| Saison                | Club                  | Championnat           | Championnat | Championnat | Coupe nationale | Coupe nationale | Coupe de la Ligue | Coupe de la Ligue | Compétition(s) continentale(s) | Compétition(s) continentale(s) | Compétition(s) continentale(s) | Nigeria | Nigeria | Total | Total |
| Saison                | Club                  | Division              | M.          | B.          | M.              | B.              | M.                | B.                | Comp.                          | M.                             | B.                             | M.      | B.      | M.    | B.    |
| 2001-2002             | Paris Saint-Germain   | Division 1            | 21          | 4           | 2               | 0               | 3                 | 1                 | C3                             | 2                              | 0                              | 6       | 0       | 34    | 5     |
| 2002-2003             | Paris Saint-Germain   | Ligue 1               | 18          | 1           | 4               | 0               | -                 | -                 | C3                             | 2                              | 0                              | -       | -       | 24    | 1     |
| 2003-2004             | Paris Saint-Germain   | Ligue 1               | 13          | 0           | 1               | 1               | -                 | -                 | -                              | -                              | -                              | -       | -       | 14    | 1     |
| 2004                  | SC Bastia (prêt)      | Ligue 1               | 15          | 2           | -               | -               | -                 | -                 | -                              | -                              | -                              | 3       | 3       | 18    | 5     |
| 2004-2005             | Paris Saint-Germain   | Ligue 1               | 5           | 1           | 1               | 0               | 2                 | 0                 | C1                             | 1                              | 0                              | 2       | 0       | 11    | 1     |
| 2004-2005             | FC Metz (prêt)        | Ligue 1               | 12          | 1           | -               | -               | -                 | -                 | -                              | -                              | -                              | -       | -       | 12    | 1     |
| Sous-total            | Sous-total            | Sous-total            | 84          | 9           | 8               | 1               | 5                 | 1                 | -                              | 5                              | 0                              | 11      | 3       | 113   | 14    |
| 2005-2006             | Al-Jazira Club        | Pro League            | 20          | 22          | -               | -               | -                 | -                 | -                              | -                              | -                              | -       | -       | 20    | 22    |
| 2006-2007             | Deportivo Alavés      | Segunda               | 29          | 5           | 2               | 0               | -                 | -                 | -                              | -                              | -                              | -       | -       | 31    | 5     |
| 2007-2008             | Real Valladolid       | Liga                  | 19          | 2           | 4               | 1               | -                 | -                 | -                              | -                              | -                              | -       | -       | 23    | 3     |
| 2008-2009             | Real Valladolid       | Liga                  | 16          | 1           | 4               | 2               | -                 | -                 | -                              | -                              | -                              | -       | -       | 20    | 3     |
| 2009-2010             | Cádiz CF              | Segunda               | 28          | 9           | -               | -               | -                 | -                 | -                              | -                              | -                              | -       | -       | 28    | 9     |
| 2010-2011             | AO Kavala             | Superleague           | 20          | 1           | 1               | 0               | -                 | -                 | -                              | -                              | -                              | -       | -       | 21    | 1     |
| 2011-2012             | Middlesbrough         | Championship          | 16          | 3           | 1               | 0               | -                 | -                 | -                              | -                              | -                              | -       | -       | 17    | 3     |
| 2013                  | Xerez CD              | Segunda               | 8           | 1           | -               | -               | -                 | -                 | -                              | -                              | -                              | -       | -       | 8     | 1     |
| Sous-total            | Sous-total            | Sous-total            | 156         | 45          | 12              | 3               | -                 | -                 | -                              | -                              | -                              | -       | -       | 168   | 48    |
| 2014                  | Cambuur Leeuwarden    | Eredivisie            | 10          | 2           | -               | -               | -                 | -                 | -                              | -                              | -                              | -       | -       | 10    | 2     |
| 2014-2015             | Cambuur Leeuwarden    | Eredivisie            | 31          | 13          | 2               | 1               | -                 | -                 | -                              | -                              | -                              | -       | -       | 33    | 14    |
| 2015-2016             | Cambuur Leeuwarden    | Eredivisie            | 16          | 9           | 1               | 2               | -                 | -                 | -                              | -                              | -                              | -       | -       | 17    | 11    |
| Sous-total            | Sous-total            | Sous-total            | 57          | 24          | 3               | 3               | -                 | -                 | -                              | -                              | -                              | -       | -       | 60    | 27    |
| 2016                  | Willem II             | Eredivisie            | 4           | 1           | -               | -               | -                 | -                 | -                              | -                              | -                              | -       | -       | 4     | 1     |
| 2016-2017             | Willem II             | Eredivisie            | 14          | 1           | -               | -               | -                 | -                 | -                              | -                              | -                              | -       | -       | 14    | 1     |
| 2017-2018             | Willem II             | Eredivisie            | 20          | 10          | 3               | 1               | -                 | -                 | -                              | -                              | -                              | -       | -       | 23    | 11    |
| Sous-total            | Sous-total            | Sous-total            | 38          | 12          | 3               | 1               | -                 | -                 | -                              | -                              | -                              | -       | -       | 41    | 13    |
| 2018-2019             | NorthEast United      | I-League              | 18          | 12          | 1               | 0               | -                 | -                 | -                              | -                              | -                              | -       | -       | 19    | 12    |
| 2019-2020             | Kerala Blasters       | I-League              | 16          | 15          | -               | -               | -                 | -                 | -                              | -                              | -                              | -       | -       | 16    | 15    |
| 2020-2021             | Mumbai City FC (prêt) | I-League              | 11          | 4           | -               | -               | -                 | -                 | -                              | -                              | -                              | -       | -       | 11    | 4     |
| Total sur la carrière | Total sur la carrière | Total sur la carrière | 380         | 121         | 27              | 8               | 5                 | 1                 | -                              | 5                              | 0                              | 11      | 3       | 428   | 133   |